# Keltský stromový kalendář
Keltský stromový kalendář je kruh tvořený dřevinami vysázenými okolo menhiru. Nachází se v Centrálním parku ve Stodůlkách v městské části Praha 13 vedle sídliště Lužiny. Je snadno přístupný od stanice metra Lužiny na trase B.

## Popis

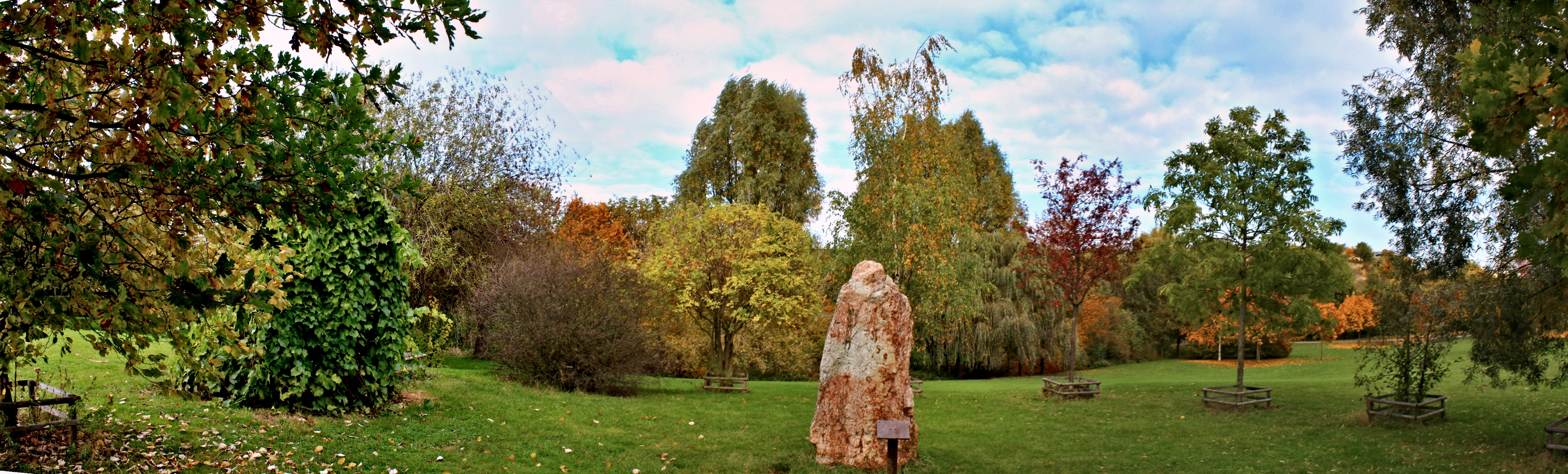
Keltský stromový kalendář

Jedná se o kruh o průměru 16,7 metru ze 13 stromů a keřů vysázených okolo středu, tvořeného kamenným blokem představujícím menhir. Celá kompozice dohromady symbolizuje keltský astrologický kruh; jedná se o jakousi „duchovní koláž“, kde jednotlivé stromy jsou vysázeny v rozestupu 4 metry v následujícím pořadí (od severu po směru hodinových ručiček):
1. Bříza bělokorá
2. Jeřáb ptačí
3. Jasan ztepilý
4. Olše lepkavá
5. Vrba bílá
6. Hloh jednosemenný
7. Dub letní
8. Dub zimní
9. Líska obecná
10. Réva vinná
11. Břečťan popínavý
12. Trnka obecná
13. Bez černý

Keltové věřili v magickou moc stromů a jednotlivé druhy stromů podle nich – podobně jako ve zvěrokruhu – charakterizovaly lidi narozené v období, k němuž určitý druh stromu příslušel. Podobný stromový kalendář je např. v Týnském údolí v Třebíči.